# سیمون بلک‌برن

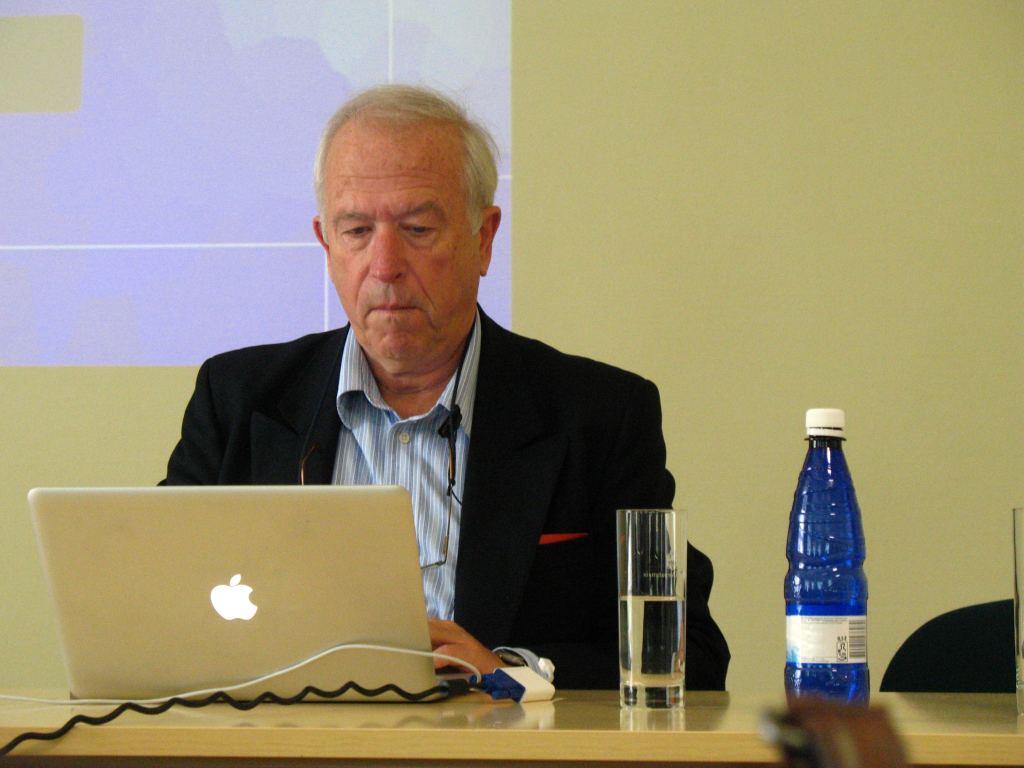
سیمون بلک‌برن

سیمون بلک‌برن (به انگلیسی: Simon Blackburn) فیلسوف خداناباور انگلیسی است. حوزه تخصص او فلسفه اخلاق است. بلکبرن پیرو دیوید هیوم است و سعی داشته نگرشی نئوهیومی به پرسش‌های فلسفی ارائه کند. او از مخالفان افرادی همچون سم هریس است که باور دارند با علم می‌توان مسائل اخلاقی را حل و فصل کرد. او مدرک لیسانس خود را در رشته فلسفه در سال ۱۹۶۵ از کالج ترینیتی در کمبریج و دکترای خود را در سال ۱۹۷۰ از کالج چرچیل در کمبریج دریافت کرد. او در حال حاضر استاد فلسفه در دانشگاه کمبریج و استاد پژوهشی فلسفه در دانشگاه کارولینای شمالی است.